# Madsen-Saetter
Madsen-Saetter — единый пулемёт, разработанный датской компанией «Мадсен».

## История
Пулемёт был разработан в начале 1950х годов в качестве оружия, предназначенного на экспорт. В связи с отсутствием спроса, распространения не получил и стал последним образцом армейского оружия, разработанного компанией «Мадсен».

## Описание
При проектировании конструкции предполагалась возможность выпуска пулемёта под различные винтовочно-пулемётные патроны калибра от 6,5 мм до 8,0 мм (поэтому скорострельность оружия варьировалась в широких пределах - в зависимости от используемых патронов, от 650 до 1000 выстрелов в минуту).
С целью снижения стоимости изготовления, часть деталей изготавливали штамповкой из стального листа.
Ствол съёмный, с оребрением.
Предохранители отсутствуют.
Питание ленточное.

## Страны-эксплуатанты

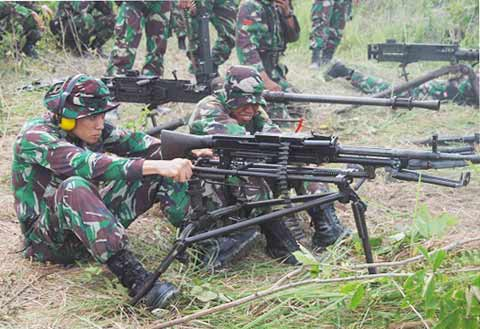
солдаты 611-го пехотного батальона индонезийской армии с пулемётами "Madsen-Saetter" (июль 2012)

- Индонезия[1] - остались на вооружении и продолжают использоваться в вооружённых силах Индонезии даже после освоения производства по лицензии бельгийского пулемёта FN MAG
- Сальвадор - в 1961 году партия 7,62-мм пулемётов была закуплена в Дании для Национальной гвардии Сальвадора[2] (после того, как с середины 1970-х годов на вооружение начали поступать джипы M151 MUTT, их установили на джипы, которые передали в подразделения быстрого реагирования Национальной гвардии[3], где они использовались до 1980-х годов). После того, как по программе военной помощи из США начались поставки оружия американского производства, пулемёты Madsen-Saetter были заменены пулемётами M60[4].